# Unia Chrześcijańsko-Społeczna (Polska)
Unia Chrześcijańsko-Społeczna (UChS) – polskie stronnictwo polityczne, powstałe w styczniu 1989 z przekształcenia Chrześcijańskiego Stowarzyszenia Społecznego (ChSS). W latach 1992–1993 używało nazwy Unia Chrześcijańsko-Społeczna „Akcja Ekumeniczna”.

## Historia
Ugrupowanie powstało w wyniku XV Walnego Zjazdu Chrześcijańskiego Stowarzyszenia Społecznego w styczniu 1989, który dokonał przekształcenia ChSS w Unię Chrześcijańsko-Społeczną.
Ugrupowanie odziedziczyło po ChSS bazę członkowską – 17,5 tys. członków w 45 województwach i 28 miejskich oddziałach, w tym radnych rad narodowych różnego stopnia (w ostatniej ich kadencji: 349). Prowadziło działalność wydawniczą poprzez Instytut Prasy i Wydawnictw „Novum”, który wydawał tygodniki „Za i Przeciw” oraz „Tygodnik Polski” (wraz z dodatkiem regionalnym w województwie białostockim: „Tygodnikiem Podlaskim”), dwumiesięcznik „Chrześcijanin a Współczesność”, kwartalnik „Studia i Dokumenty Ekumeniczne”, a także nowo powstały miesięcznik ewangelicki „Słowo i Myśl”. UChS podlegało przedsiębiorstwo państwowe „Ars Christiana” zajmujące się m.in. produkcją dewocjonaliów, Biuro Handlu Zagranicznego „Arno” oraz Biuro Podróży i Turystyki Zagranicznej „Pielgrzym”.
Przewodniczący UChS Kazimierz Morawski uczestniczył w obradach okrągłego stołu w 1989 po stronie rządowej. Przedstawiciele UChS uzyskali w wyniku negocjacji 8 mandatów w Sejmie X kadencji, z czego trzy z listy krajowej. Ostatecznie UChS przypadło 8 mandatów poselskich w okręgach wyborczych po tym, jak jej kandydaci umieszczeni na liście krajowej (wraz z prezesem Kazimierzem Morawskim) nie uzyskali akceptacji wyborców. O mandat poselski w okręgach ubiegali się dotychczasowi posłowie Eugeniusz Czykwin, Jan Błachnio i Tadeusz Nowacki, a także m.in. Jan Pławnicki (Wrocław), Józef Kliś (Warszawa Wola – dopisany w II turze), Jan Suchodoła (Bielsk Podlaski), Eugeniusz Rydzewski (Ciechanów), Józef Kossobudzki-Orłowski (Kraków) i Marian Sury (Nowy Sącz). Żaden z kandydatów UChS do Senatu nie uzyskał mandatu.
Ostatecznie w Sejmie X kadencji zasiadło 8 przedstawicieli UChS:
- Krzysztof Bielecki
- Jan Błachnio
- Eugeniusz Czykwin
- Jerzy Hopfer
- Urszula Jarosz
- Tadeusz Nowacki
- Stanisław Rogowski
- Ryszard Zieliński

Ugrupowanie udzieliło poparcia rządowi Tadeusza Mazowieckiego oraz reformom ustrojowym i społeczno-gospodarczym zapoczątkowanym przez Sejm X kadencji, domagając się jednak uwzględnienia tzw. wrażliwości społecznej przy ich wdrażaniu. W wyborach prezydenckich w 1990 Unia opowiedziała się za kandydaturą Tadeusza Mazowieckiego jako bardziej sprzyjającą ekumenii.
W wyborach do Sejmu w 1991 ugrupowanie startowało pod nazwą Ruch Chrześcijańsko-Społeczny „Przymierze”, uzyskując 0,12% głosów – w żadnym z okręgów jego przedstawiciele nie objęli mandatów poselskich. Jedynym członkiem UChS, który znalazł się w Sejmie, był Eugeniusz Czykwin, który startował z ramienia Komitetu Wyborczego Prawosławnych w okręgu białostocko-suwalskim. W wyborach w 1993 mandat uzyskał były poseł UChS w Sejmie X kadencji Stanisław Rogowski, kandydując z listy Unii Pracy we Wrocławiu.
W nowej rzeczywistości politycznej Unia określiła się jako ugrupowanie chrześcijańsko-demokratyczne (ekumeniczne, co odróżniało ją od ZChN i PChD), wrażliwe społecznie, nie odrzucające całkowicie dorobku PRL. Na scenie politycznej partnerów chciało widzieć w Unii Demokratycznej, Unii Pracy, Stronnictwie Demokratycznym (z którym w 1991 blokowało swoje listy), oraz PSL. Opowiadało się jednocześnie przeciwko dyskryminacji byłych członków PZPR, lustracji i dekomunizacji, a także za państwem neutralnym światopoglądowo, w którym współistnieć mogliby wierzący różnych wyznań oraz niewierzący. Ugrupowanie było jednocześnie krytykowane przez hierarchów Kościoła katolickiego za brak rozliczenia z własnym dziedzictwem.
Po wyborach w 1993 UChS coraz bardziej zbliżała się do SLD, udzieliła m.in. poparcia Aleksandrowi Kwaśniewskiemu w wyborach prezydenckich 1995. W 1996 UChS zamawiała msze święte w intencji prezydenta Kwaśniewskiego. 21 marca 1996 stronnictwo przystąpiło do koalicji Sojuszu Lewicy Demokratycznej jako jeden z autonomicznych podmiotów, jednak jego przedstawiciele nie uzyskali mandatów poselskich w wyborach w 1997. W 1999 ugrupowanie nie weszło w skład partii SLD. W wyborach w 2006 podpisało porozumienie o wspólnym starcie z ugrupowaniami lewicy.
W III RP stronnictwo zachowało znaczną część majątku, w tym udziały w firmie „Ars Christiana”, oraz spółkach „Inter-Commerce” i „Ars-Graf”. Likwidacji ulegała prasa UChS: „Tygodnik Polski” oraz „Za i przeciw”, a „Tygodnik Podlaski” (obecnie: Przegląd Prawosławny) oraz „Słowo i Myśl” przekształciły się w niezależne czasopisma. W Warszawie partia prowadziła klub dyskusyjny im. Giorgio La Piry.
W 1993 UChS powołała do życia Fundację Ekumeniczną „Tolerancja”, przyznającą medale „zasłużonym dla tolerancji”. Ugrupowanie przyznaje również nagrody im. Św. Brata Alberta.
Prezesem stronnictwa w latach 1989–2012 był Kazimierz Morawski. W latach 2000–2001 pełnił funkcję doradcy prezydenta Kwaśniewskiego ds. mniejszości narodowych i etnicznych.